# Csillagom, révészem
A Csillagom, révészem egy kevéssé ismert magyar népdal. Kodály Zoltán gyűjtötte Barslédecen 1907-ben. A „Révészek nótája” valószínűleg XIV. századi ballada.
Feldolgozás:
| Szerző          | Mire                       | Mű                                                       | Előadás |
| --------------- | -------------------------- | -------------------------------------------------------- | ------- |
| Kodály Zoltán   | ének, zongora              | Magyar népzene énekhangra és zongorára V. kötet, 29. dal | [ 1 ]   |
| Máriássy István | zongora vagy ének és gitár | Elindultam szép hazámból, 38. kotta                      |         |

## Kottája és dallama
| Csillagom, révészem, vígy által a Dunán! Uramról maradott lovam neked adom! Nem viszlek át, nem biz én, mert nagy zaj mén a Dunán, Mert nagy zaj mén a Dunán! | Csillagom, révészem, vígy által a Dunán! Uramról maradott magam odaadom! Át is viszlek a Dunán, Aranyszőrű paripán, Megölellek a partján! |

## Üdvözlégy Krisztusnak
A dallam egy másik változata a Szent vagy, Uram! c. katolikus énekeskönyvben szerepel többféle szöveggel. A dallam Kersch Ferenc 1902-ben kiadott Sursum Corda! című orgonakíséretes kántorkönyvéből való.
Az alábbi szöveg Szentmihályi Mihály 1798-ban kiadott Énekeskönyvéből származik.
Feldolgozások:
| Szerző      | Mire                 | Mű                       |
| ----------- | -------------------- | ------------------------ |
| Tóth József | népre és vegyeskarra | 10 egyházi ének, 9. ének |

| Üdvözlégy, nagy Szentség, élet adója, Mi bűnös lelkünknek megorvoslója. Ó, mily áldott vagy, Oltáriszentség! Angyali drága vendégség!  | Üdvözlégy, nagy Szentség, világ váltsága! Emberi nemzetnek fő boldogsága. Ó, mily áldott vagy, Oltáriszentség! Angyali drága vendégség! | Üdvözlégy, nagy Szentség, élet kútfője, Megtérő bűnösnek tiszta fürdője. Ó, mily áldott vagy, Oltáriszentség! Angyali drága vendégség! |
| Üdvözlégy, nagy Szentség, csodák csodája! Éhező lelkünknek édes mannája. Ó, mily áldott vagy, Oltáriszentség! Angyali drága vendégség! | Üdvözlégy, nagy Szentség, lelkünk vendége! Mennyei karoknak gyönyörűsége. Ó, mily áldott vagy, Oltáriszentség! Angyali drága vendégség! | Dicséret, dicsőség Jézus testének, Örökös imádás drága vérének. Ó, mily áldott vagy, Oltáriszentség! Angyali drága vendégség.          |

## Üdvözlégy, Mária, Isten szülője
Dallama azonos az Üdvözlégy Krisztusnak-éval. Szövegét Szentmihályi Mihály írta. Boldogasszony Szeplőtelen fogantatásának ünnepén (december 8-án) éneklik.
| Üdvözlégy Mária, Isten szülője, Kiben nem volt soha bűnnek szeplője. Öröktől fogva Isten választott, Vétektől megoltalmazott.    | Ó szent Szűz, megrontád a kígyó fejét, S megtörted lelkünknek régi ellenét. Néked nem ártott a bűnnek mérge S a gonosz vakmerősége. | Ádámban, atyánkban mi mind vétettünk, A tőle eredett bűnben születtünk, De te, ó szent Szűz, kivétel lettél, Bűn nélkül, tisztán születtél. |
| Az Isten Báránya téged anyjának Választott s elvette vétkét világnak. Méltó volt, hogy a Bárány szülője A vétket meg ne ismerje. | Tündöklő szépséged a szent próféták Reménynek, örömnek régen megírták: Pecsételt kúthoz hasonlították, És elzárt kertnek mondották. | Szeplőtlen tiszta Szűz, könyörögj értünk, Kik bűnben születtünk, hogy Ahhoz térjünk, Aki bűn nélkül való példának Téged adott a világnak.   |

## Ki negyven nap előtt
Dallama azonos az Üdvözlégy Krisztusnak-éval. Szövege a Zsasskovszky– Tárkányi énektárból való. Gyertyaszentelő Boldogasszony napján (február 2-án) éneklik.
| Ki negyven nap előtt üdvösségünkre Lejöttél az égből bűnös földünkre, Szállj be lelkünk hajlékába, Ó világ világossága!               | Ki a Szűz méhében testbe öltöztél, Hogy megmentsd az embert, emberré lettél, Szállj be lelkünk hajlékába, Ó világ világossága!     | Te vagy bár királya égnek és földnek, A jászolt választád szegény bölcsődnek, Szállj be lelkünk hajlékába, Ó világ világossága! |
| Ki eget és földet felékesíted, Itt anyád pólyába takar be téged, Szállj be lelkünk hajlékába, Ó világ világossága!                    | Ki táplálsz bőséggel minden lelkeket, Szűz anyád kebelén szívsz itt szent tejet, Szállj be lelkünk hajlékába, Ó világ világossága! | Kit a hív pásztorok és a szent bölcsek Imádtak, tiszteltek, megüdvözöltek, Szállj be lelkünk hajlékába, Ó világ világossága!    |
| Kit, midőn a kellő napok elmúltak, Bemutat Szűzanyád e nap az Úrnak, Szállj be lelkünk hajlékába, Ó világ világossága!                | Kit az ősz Simeon karjára felvett, Áldván az isteni magas kegyelmet, Szállj be lelkünk hajlékába, Ó világ világossága!             | Ki értünk véredet bőven ontottad, Érted egy galambpár lett az áldozat, Szállj be lelkünk hajlékába, Ó világ világossága!        |
| Ki példánk, Istenünk, Atyánk, testvérünk, Megváltónk, Urunk vagy: irgalmazz nékünk. Szállj be lelkünk hajlékába, Ó világ világossága! | | |

## Tehozzád kiáltok, édes Istenem
Dallama azonos az Üdvözlégy Krisztusnak-éval. Ez a szöveg is a Zsasskovszky– Tárkányi énektárból való.
| Tehozzád kiáltok, édes Istenem! És minden munkámat néked szentelem, Mert te engemet munkára szántál, Ép testbe arra formáltál.               | Adj erőt, épséget, Uram, azoknak, Akik szent nevedben híven dolgoznak: Hogy vidám kedvvel munkálkodhassunk S munkánkkal téged áldhassunk.      | Engedd, hogy sorsunkkal megelégedjünk, Melyet bölcs végzésed rendelt minekünk: A nagyravágyás el ne ragadja, Ne legyen lelkünk gőg rabja. |
| Nálad úr s szegény közt nincsen különbség, Elzárva senkitől nincs az üdvösség; A gazdagságot te nem tekinted, Csak tiszta, jámbor lelkünket. | Add, Uram, kegyelmed minden munkámhoz S amidőn rossz szándék kísértésbe hoz, Ments meg engemet, el ne tévedjek, Kárt, csalást tenni ne merjek. | Legyen szent áldásod igaz munkámon, Mert habár az ember végig izzadjon: Ha szent áldásod nem segít rajta, Semmi munkának nincs haszna.    |
| Uram, én nem félek a szegénységtől, Csak mentsd meg lelkemet a bűnveszélytől; Édes Istenem, csak te légy végre Földi munkámnak szent bére.   | | |

## Felvételek
Audio:
- Buváry Lívia: Kodály Zoltán - Csillagom révészem (SoundCloud)

Videó:
- Sólyom-Nagy Sándor. YouTube